# Plavno (Knin)
Plavno falu Horvátországban Šibenik-Knin megyében. Közigazgatásilag Kninhez tartozik.

## Fekvése
Knintől légvonalban 12, közúton 18 km-re északra, Dalmácia északi-középső részén, az 1-es és a 33-as számú főutak között a Plavnói-mezőn fekszik. Határa, mely erősen hegyes észak-déli irányban mintegy 14 km hosszan és 7 km szélességben nyúlik el. A határában emelkedő hegyek a Dinári-hegység részeiként 725-től 1248 méter magasságig emelkednek. A legmagasabb csúcsok a Bobija 1248 méter, az Orlovica 1201 méter és a Gologlav 1196 méteres magasságukkal. A magasan fekvő területeket erdők és legelők borítják. A területet nyugatról a Zrmanja, keletről a Butižnica völgye határolja. Rajtuk kívül még több mint harminc forrás és vízfolyás található itt.

## Története
A régészeti leletek tanúsága szerint területén már az újkőkorban is éltek emberek. A vaskori liburn kultúrához tartozó erődített települések maradványait találták meg Jovičići, Đurići és Rusići településrészeken és a Žabinac-hegyen. A római korban Plavno területéről (néhány forrás szerint a Torbička-barlangtól) indult ki az a római vízvezeték, amely az egyik legnagyobb dalmáciai római katonai tábort Burnumot ellátta ivóvízzel. A Plavnóhoz tartozó Đurići, Šimići és Perići között egészen a 20. század végéig látszottak azok a falmaradványok, melyekről a helyi hagyomány azt tartotta, hogy Dmitar Zvonimir horvát király híresen szép feleségének Ilona horvát királynénak a nyári rezidencija volt. Ennek alapjaira építette aztán később Durak klisszai szanzsákbég a saját nyaralóját, melyet sokáig használtak még utódai is. A település a középkorban is folyamatosan lakott volt, melyet az is bizonyít, hogy Plavnón és a szomszédos Benderen kora román templomok maradványai találhatók. A falu területén található legépebben máig fennmaradt középkori épület Tukleč vára, a középkori határvédelmi rendszer része volt.
A szerbek, akiket akkoriban a velenceiek rácoknak (rasci), majd később vlahoknak (vlachi), vagy morlakoknak (morlaci) neveztek, betelepüléséről először 1417-ből származik feljegyzés. A velencei parancsnok Antonio Contarini jelentése szerint 1413 és 1417 között Boszniából nagy számú lakosság menekült a török elől, mely népből ötezer jó katonát állítottak ki. Bosznia teljes meghódítása 1463-ban fejeződött be. Plavnóra és a környező településekre a török uralom idején (1522-1688) is számos szerb család érkezett, főként a szomszédos Boszniából. A legnagyobb bevándorlási hullámot a Knin környéki területekre 1551 és 1577 között jegyezték fel. A falu a moreai háború során 1688-ban szabadult fel a török uralom alól. A 17. század végén az újabb velencei uralom idején újabb nagy bevándorlási hullám érkezett, mely csúcspontját 1692 júniusában érte el, amikor Bjelajról és Nyugat-Boszniából újabb ötezer pravoszláv szerb érkezett, közte ezerháromszáz fegyveres. Ezek többsége Plavna mellett Zrmanja, Pađene, Mokro Polje, Oton, Ervenik és Žegar környékén telepedett le. A velencei uralom 1797-ig tartott, majd miután a francia seregek felszámolták a Velencei Köztársaságot osztrák csapatok szállták meg. 1809-ben az Első Francia Császárság Illír Tartományának része lett. 1815-ben a bécsi kongresszus újra Ausztriának adta, amely a Dalmát Királyság részeként Zárából igazgatta 1918-ig. A török elleni boszniai felkelés idején 1875 és 1878 között több mint tizenötezer menekült érkezett Knin, Dalmácia és Nyugat-Bosznia határvidékéről Plavno, Strmica, Golubić és Polača környékére. A településnek 1857-ben 1731, 1910-ben 2294 lakosa volt. Az első világháború után előbb a Szerb-Horvát-Szlovén Királyság, majd Jugoszlávia része lett. 1991-ben csaknem teljes lakossága szerb nemzetiségű volt. Szerb lakói még ez évben csatlakoztak a Krajinai Szerb Köztársasághoz. A horvát hadsereg 1995 augusztusában a Vihar hadművelet során foglalta vissza a települést. Szerb lakói nagyrészt elmenekültek. A településnek 2011-ben 253 lakosa volt.

## Lakosság
| Lakosság változása | Lakosság változása | Lakosság változása | Lakosság változása | Lakosság változása | Lakosság változása | Lakosság változása | Lakosság változása | Lakosság változása | Lakosság változása | Lakosság változása | Lakosság változása | Lakosság változása | Lakosság változása | Lakosság változása | Lakosság változása |
| ------------------ | ------------------ | ------------------ | ------------------ | ------------------ | ------------------ | ------------------ | ------------------ | ------------------ | ------------------ | ------------------ | ------------------ | ------------------ | ------------------ | ------------------ | ------------------ |
| 1857               | 1869               | 1880               | 1890               | 1900               | 1910               | 1921               | 1931               | 1948               | 1953               | 1961               | 1971               | 1981               | 1991               | 2001               | 2011               |
| 1.731              | 1.825              | 1.680              | 1.984              | 2.059              | 2.294              | 2.059              | 2.403              | 2.573              | 2.719              | 2.519              | 2.414              | 1.925              | 1.720              | 266                | 253                |

## Nevezetességei
- Szent György tiszteletére szentelt szerb pravoszláv temploma[4] középkori alapokon 1618-ban épült. Ikonosztázát 1790-ben a templom megújításakor készítették, alkotója korának egyik leghíresebb ikonfestője Vuko Sudarević volt. A megújítás során az épületet jelentősen bővítették. Ekkor készült a négyszögletes hajó keleten a félköríves apszissal, a nagyméretű gúlasisakos harangtorony.
- A templom mellett egy földszintes közösségi ház áll, melyben a régi iskola működött és amelyben a neves szerb filozófus Dositej Obradović is tanított. 1770 elején itt írta „Jižica“ vagy „Druga Dositeova bukvica“ című műveit.

## Fordítás
Ez a szócikk részben vagy egészben  a(z)   Плавно című szerb Wikipédia-szócikk ezen változatának fordításán alapul.  Az eredeti cikk szerkesztőit annak laptörténete sorolja fel. Ez a jelzés csupán a megfogalmazás eredetét és a szerzői jogokat jelzi, nem szolgál a cikkben szereplő információk forrásmegjelöléseként.